# Cena Arnošta Lustiga
Cena Arnošta Lustiga je každoročně udělované ocenění osobnostem, které naplňují vlastnosti, jakými jsou „odvaha a statečnost, lidskost a spravedlnost,“ tedy charakteristiky odkazující na spisovatele Arnošta Lustiga, jehož jméno cena nese. V roce 2012 ji zřídila Česko-izraelská smíšená obchodní komora v čele s Pavlem Smutným v rámci trvalého prozaikova odkazu.

## Organizace ceny
Nositele ocenění vybírá Výbor Ceny Arnošta Lustiga, složený ze čtrnácti členů, jehož funkční období je tříleté.
Složení k roku 2024
- Jan Pirk, lékař, profesor – předseda
- Jaromír Císař, vysokoškolský učitel, advokát
- Dana Drábová, předsedkyně Státního úřadu pro jadernou bezpečnost
- Petr Dvořák, bývalý generální ředitel České televize
- Jefim Fištejn, publicista
- Pavel Chalupa, prezident festivalu Devět bran
- Ilja Kotík, lékař Arnošta Lustiga
- Jiří Maceška, viceprezident ČISOK
- Markéta Mališová, ředitelka Společnosti Franze Kafky
- Petr Mothejl, Dekonta a.s., sponzor vydání děl Arnošta Lustiga
- Jan Mühlfeit, globální stratég, coach a mentor
- Zuzana Ceralová Petrofová, jednatelka a prezidentka společnosti Petrof
- Petr Sýkora, spoluzakladatel nadace Dobrý anděl
- Libuše Šmuclerová, generální ředitelka vydavatelství Czech News Center
- Tomáš Zima, emeritní rektor Univerzity Karlovy[5]

Bývalí členové
Bývalými předsedy výboru byli expremiéři Petr Nečas a Jan Fischer. Mezi bývalé členy se řadili herečka Soňa Červená, předsedové obou komor Parlamentu České republiky Milan Štěch a Miroslava Němcová, izraelský velvyslanec v České republice Yaakov Levy, předseda představenstva Škoda Auto Winfried Vahland, nebo sestra Arnošta Lustiga Hana Hnátová. Generálním partnerem je Škoda Auto.

## Předávání
Slavnostní předávání prvního ročníku ceny za rok 2011 se uskutečnilo 8. března 2012 v sídle primátora hlavního města Prahy Bohuslava Svobody. Oceněný získal finanční prémii 200 000 korun. Cenu pro rok 2013 obdržel 11. dubna 2014, válečný veterán, 93letý Bedřich Utitz z rukou předsedy vlády Bohuslava Sobotky. Představoval posledního žijícího člena československé jednotky na Středním východě vedené generálem Klapálkem.

## Přehled laureátů
| Za rok | laureát                               | laureát                               | profese, základní informace | zdroj        |
| ------ | ------------------------------------- | ------------------------------------- | --- | ------------ |
| 2011   | Václav Malý                           | Václav Malý                           | titulární biskup marcelliánský a pomocný biskup pražský | [ 9 ]        |
| 2012   | Kamila Moučková                       | Kamila Moučková                       | televizní a rozhlasová hlasatelka, moderátorka | [ 10 ] [ 9 ] |
| 2013   | chybějící portrét                     | Bedřich Utitz                         | válečný veterán, novinář a exilový nakladatel | [ 8 ] [ 9 ]  |
| 2014   | Petr Sýkora                           | Petr Sýkora                           | podnikatel, filantrop, spoluzakladatel nadace Dobrý anděl a společnosti Papirius                                                                                                 | [ 9 ] [ 11 ] |
| 2015   | Jiří Stránský                         | Jiří Stránský                         | spisovatel, scenárista, dramatik, překladatel, básník | [ 12 ]       |
| 2016   | Dana Němcová                          | Dana Němcová                          | česká psycholožka a disidentka, signatářka a mluvčí Charty 77, bývalá poslankyně Federálního shromáždění                                                                         | [ 13 ]       |
| 2017   | chybějící portrét                     | Paul Rausnitz                         | českoamerický podnikatel, majitel přerovské společnosti Meopta | [ 14 ]       |
| 2018   | Karel Řehka                           | Karel Řehka                           | generál Armády České republiky, zástupce velitele Mnohonárodní divize severovýchod NATO, bývalý velitel 601. skupiny speciálních sil a ředitel Ředitelství speciálních sil MO ČR | [ 15 ]       |
| 2019   | cena neudělena pro pandemii covidu-19 | cena neudělena pro pandemii covidu-19 | cena neudělena pro pandemii covidu-19 | [ 16 ]       |
| 2020   | Pavel Pafko                           | Pavel Pafko                           | břišní a hrudní chirurg, v roce 1997 provedl se svým týmem první transplantaci plic na území České republiky.                                                                    | [ 17 ]       |
| 2021   |                                       | Šimon Pánek                           | spoluzakladatel a výkonný ředitel společnosti Člověk v tísni, studentský vůdce stávek během sametové revoluce v roce 1989, politik                                               | [ 18 ]       |
| 2022   |                                       | Cyril Höschl                          | psychiatr a pedagog, profesor Univerzity Karlovy, emeritní děkan 3. LF UK | [ 19 ]       |
| 2023   | chybějící portrét                     | Eva Filipi                            | diplomatka a expertka na Blízký východ | [ 20 ]       |

## Citáty
| „              | Je to ocenění hodnot, které svým jedinečným způsobem Arnošt ztělesňoval a dnešní doba je bytostně potřebuje … Prožívejme svoji minulost, vzdávejme čest jejím hrdinům, litujme poražených a nezapomínejme. Zároveň však dbejme, aby minulost neničila přítomnost a neomezovala budoucnost, Takový budiž odkaz Arnošta Lustiga. | “ |
| — Pavel Smutný | |   |